# Alegoria zakonu kamedułów
Alegoria zakonu kamedułów – obraz olejny hiszpańskiego malarza pochodzenia greckiego Dominikosa Theotokopulosa, znanego jako El Greco.
Jest to jeden z nielicznych obrazów alegorycznych jakie namalował El Greco. Obraz powstał dla nieznanego klienta; dotyczy powstania eremu zakonu kamedułów w Hiszpanii. W 1597 roku brat Juan de Castañiza poprosił króla Filipa II o zgodę na utworzenie zakonu. Zgodę otrzymał i tę chwilę uwiecznił hiszpański malarz.

## Opis obrazu
Na pierwszym planie, na cokole po obu stronach tabernakulum, w którym znajdują się dwie tablice z napisami, stoją, trzymając w rękach swoje atrybuty, święci Benedykt (po lewej) i Romuald (po prawej). Benedykt opracował zasady które stały się podstawą zachodniego monastycyzmu: w lewej ręce trzyma zebrane reguły zakonu benedyktynów. Romuald był założycielem surowego zakonu Kamedułów, odłamu benedyktynów; w prawej ręce trzyma model pierwszego klasztoru Camaldoli, leżącego w górzystym miejscu w pobliżu Arezzo we Włoszech. Tekst na tablicach to łaciński poemat wychwalający św. Romualda i życie zakonne. Tekst odnosił się do idealnego modelu klasztoru i towarzyszących mu pojedynczych pustelni lub cel, widocznych w górnej części obrazu. Budynki skąpane są w zieleni drzew. Do okrągłego terenu klasztornego znajdującego się na płaskowyżu prowadzi jedna brama wjazdowa. Za wyidealizowanym terenem klasztornym widać krajobraz górski podobny do toledańskiego, wielokrotnie przedstawianego przez El Greca. Herby na cokole należą do Conde de los Arcos y Anover i rodziny Mendoza, do Don Pedra Laso de la Vega, Conde de los Arcos i jego żony, oraz Mariany de Mendoza, córki Conde de Orgaz.
Obraz po raz pierwszy pojawił się w 1632 roku w inwentarzu kolekcji Arcos w Batres. W 1908 roku trafił do Instituto Valencia de Don Juan, założonej przez Guillerma Osmę, męża Valencii de Don Juany.

## Inna wersja
Z tego samego roku pochodzi kopia Alegorii.., która znajduje się również w Walencji w Colegio del Patriarca. Pierwotnie należała do błogosławionego Juana de Ribery. El Greco nigdy nie malował repliki oryginalnej pracy bez dodania do niej nowych elementów, mniej lub bardziej zauważalnych. Podobnie było w przypadku kopii z Colegio, choć są one mało istotne. Największa zmiana zaszła w kształcie tabernakulum. El Greco nadał jej bardziej bryłowaty kształt, a w miejsce muszli na górze umieścił kartusz z herbem.